# 松原江里佳
松原 江里佳（まつばら えりか、1989年5月5日 - ）は、日本のフリーアナウンサー。スターダストプロモーション制作3部 文化人・キャスター部門所属。

## 経歴・人物
東京都出身。聖心女子大学卒業。大学在学中、2010年7月から12月までTOKYO MXの『U・LA・LA@7』に月曜担当の日替わりアシスタントの1人として出演していた。
大学を卒業後、2012年4月から2015年9月まで札幌テレビ (STV) のアナウンサーを務めていた。
退社後、2015年10月にスターダストプロモーション所属のフリーアナウンサーになる。
私生活では2022年12月末に結婚したことを明らかにし、2024年2月に第1子（長女）を出産したことを公表した。

## 担当番組

### テレビ番組

#### 学生時代
- U・LA・LA@7（2010年7月1日[要出典] - 12月28日[要出典]、TOKYO MX） - 第4期学生キャスター

#### 札幌テレビ放送(STV)時代
- STVニュース（ 2012年7月- 2015年9月、札幌テレビ）
- シアターS（2012年10月 - 2015年9月、札幌テレビ）
- たびばん（2013年4月 - 2015年3月、札幌テレビ）
- 秘密のケンミンSHOW 「辞令は突然に…」second season 〜奥様はさすらいの女子アナ編〜 北海道 第2話（2012年8月16日、読売テレビ）
- どさんこワイド（2012年10月 - 2013年3月、札幌テレビ） - 水曜 - 金曜街角リポーター
- ブギウギ専務（2015年4月 - 9月、札幌テレビ） - エリカ秘書 役

#### 札幌テレビ放送(STV)退職後
- 集合！日本全国スターペット！（2017年 - 2019年、J:COM） - アシスタントMC
- 一夜づけ（2017年 - 2018年、テレビ東京） - 助手
- news every.（2018年5月 - 、日本テレビ） - 特集リポーター（不定期出演）
- カイモノラボ（TBS） - カイモ二スタ（不定期出演）

### ラジオ番組

#### STVラジオ
- STVニュース（ 2012年7月- 2015年9月、STVラジオ）
- Yo!Hey!サンデー!（2012年10月 - 2014年3月、STVラジオ）
- ブレイクスカウター（2012年10月 - 2015年9月、STVラジオ）
- 工藤じゅんきの十人十色（2013年4月 - 9月、STVラジオ） - 木曜・金曜担当
- オハヨー!ほっかいどう（2015年4月 - 9月、STVラジオ）

#### STV退社後
- スキマから聴こえてくるラジオ〜頭の中に引き出しを〜（2016年 - 2017年、JFN系ネット）
- COLORFUL KAWASAKI（2017年4月2日 - 、FMヨコハマ）
- Memories & Discoveries（2019年、TOKYO FM・JFN系ネット） - 朝倉あき休養中の代理パーソナリティ
- FRAME OUT（2021年4月 - 、InterFM897）

### ネット配信番組
- 芸能もういっちょ（2016年 - 、auヘッドライン/AbemaTV） - 小野恵美との交代制でランダム出演
- アイドルもういっちょ（2016年10月22日・23日、auヘッドライン） - 矢島舞美ゲスト回担当
- AbemaWaveサタデーナイト（AbemaTV） - レギュラー出演
- 松原江里佳のちょっとお時間よろしいですか？（2021年11月8日 - 、stand.fm) - 毎週月・木あさ８時更新

### 映画
- ルパン三世VS名探偵コナン THE MOVIE（2013年12月7日、東宝）